# 櫻井站 (奈良縣)
櫻井站（日语：／ Sakurai eki */?）是位於奈良縣櫻井市大字櫻井，屬於西日本旅客鐵道（JR西日本）和近畿日本鐵道（近鐵）的車站。近鐵的車站編號為「D42」。

### 停靠路線
- JR西日本櫻井線（萬葉Mahoroba線）
- 近鐵大阪線

兩車站也可使用智能卡，包括ICOCA（JR西日本）和PiTaPa（關西周遊卡協議會）。但嚴格上，JR車站為ICOCA可使用範圍，近鐵車站為PiTaPa使用範圍，而兩卡可互相在對方範圍內使用。此外近鐵車站也可使用由關西周遊卡發出的各種卡。
除了以上兩路線外，此站曾設大阪電氣軌道長谷線（1938年廢止）和大和鐵道（1958年部分路段廢止）。

## 歷史

### JR西日本
- 1893年（明治26年）5月23日 - 大阪鐵道（日语：大阪鉄道 (初代)）（第一代）高田站至櫻井站之間開通，此站啟用，當時設定為終點站[1]。
- 1898年（明治31年）5月11日 - 奈良鐵道（日语：奈良鉄道）京終站至櫻井站之間開業。成為大阪鐵道與奈良鐵道的車站[1]。
- 1900年（明治33年）6月6日 - 關西鐵道繼承大阪鐵道的路線。成為關西鐵道與奈良鐵道的車站[1]。
- 1905年（明治38年）2月7日 - 關西鐵道繼承奈良鐵道的路線。成為關西鐵道車站[1]。
- 1907年（明治40年）10月1日 - 根據鐵道國有法（日语：鉄道国有法），把關西鐵道國有化。成為官設鐵道的車站[1]。
- 1909年（明治42年）10月12日 - 制定路線名稱。成為櫻井線車站[1]。
- 1949年（昭和24年）6月1日 - 運輸省把國營鐵道事業獨立。成為日本國有鐵道車站。
- 1980年（昭和55年）3月3日 - 櫻井線電氣化[1]。
- 1987年（昭和62年）4月1日 - 伴隨國鐵分割民營化，國鐵車站由西日本旅客鐵道（JR西日本）營運[1]。
- 2005年（平成17年）3月1日 - JR車站可以使用「ICOCA」智能卡。
- 2010年（平成22年）3月13日 - 制定路線愛稱為「萬葉Mahoroba線」。

### 近畿日本鐵道（包括在舊大軌時代廢止的路線）
- 1909年（明治42年）12月11日 - 初瀨軌道櫻井站至初瀨站之間開業[2]。開始與國有鐵道櫻井站成為轉乘站。
- 1912年（大正元年）2月10日 - 初瀨軌道改名為初瀨鐵道[3]。
- 1915年（大正4年）4月13日 - 初瀨鐵道整合為長谷鐵道[3]。
- 1928年（昭和3年）1月8日 - 大阪電氣軌道與長谷鐵道合併[2]，成為長谷線車站[4]。
- 1929年（昭和4年）
  - 1月5日 - 大阪電氣軌道櫻井線大軌八木站至櫻井站之間開業[2][5]。
  - 10月27日 - 參宮急行電鐵本線櫻井站至長谷寺站之間開業[2]。為大軌的境界站。
- 1938年（昭和13年）2月1日 - 大軌長谷線廢止[2]。
- 1941年（昭和16年）3月15日 - 大阪電氣軌道與參宮急行電鐵合併，關西急行鐵道成立[2]。同時櫻井線改名為大阪線[6]。
- 1944年（昭和19年）6月1日 - 關西急行鐵道與南海鐵道（為南海電氣鐵道的前身）合併，近畿日本鐵道成立[2]。
- 1967年（昭和42年）12月20日 - 設定為急行（現時為快速急行）停車站。
- 1992年（平成4年）12月20日 - 新上行線開始使用[7]
- 1995年（平成7年）3月10日 - 車站翻新工程完成，成為現時車站的模樣。
- 2007年（平成19年）4月1日 - 車站可以使用PiTaPa[8]。

### 大和鐵道
- 1923年（大正12年）5月2日 - 大和鐵道（日语：大和鉄道）味間站至櫻井町站之間開通，櫻井町站啟用[9]。櫻井町站位於櫻井站400米位置[10]。
- 1928年（昭和3年）5月1日 - 大和鐵道由櫻井町站延伸至櫻井站，開始與國有鐵道櫻井站成為轉乘站。[9]。櫻井町站的旅客服務廢止[11]。
- 1930年（昭和5年）5月1日 - 櫻井町站廢止[11]。
- 1944年（昭和19年）1月11日 - 田原本站至此站暫停服務，大和鐵道列車不再使用此車站[9]。
- 1958年（昭和33年）12月27日 - 田原本站至此站正式廢止，大和鐵道站廢止[10]。

### 分支鐵道鋪設計劃
根據鐵道敷設法（由國家建設鐵路線的法律（鐵道省的預定線））第81號：「奈良縣櫻井市大字櫻井經奈良縣宇陀市榛原中心街、三重縣名張市中心街往三重縣松阪市中心街之鐵路，以及在三重縣名張市中心街分支往三重縣伊賀市上野地區中心街之鐵道，以及奈良縣宇陀市榛原中心街分支經奈良縣宇陀市大宇陀地區中心街往奈良縣吉野郡吉野町大字吉野山之鐵道」。當中，以櫻井站為起點，計劃建設鐵路前往松阪站和伊賀上野站。但是，近鐵的前身大阪電氣軌道、參宮急行電鐵、伊賀電氣鐵道已經在該路段已經開通，以及名松線伊勢奧津站至松阪站之間部分開通。詳情參閱以下各條目。
- 名松線
- 伊賀鐵道伊賀線
- 近鐵大阪線
- 近鐵山田線

## 車站構造
近鐵大阪線的櫻井站為高架車站，櫻井線則為地面車站，並透過跨線橋連接。同時也設有升降機和扶手電梯連接跨線橋與車站。在近南邊的出口為JR（國鐵）的站房，近北邊的出口則為近鐵的站房。JR與近鐵各自設有驗票閘口，可互相轉乘（共構與共站）。
在近鐵大阪線往伊勢中川方向的路軌中，設有最小半俓為201米的S形彎（在這彎位中，越過了JR櫻井線路軌與已廢止的大阪電氣軌道長谷線），因此列車駛過時需慢速經過。隨後由於車站老化需要翻新，在翻新同時，在1990年秋季與1993年改善該急彎。至今最小半俓增至500米，同時在月台中的緊急渡線已被撤走。此外，在1993年開始的翻新工程於1995年竣工，從此兩站的共同閘口分離。

### JR西日本
本站為設有跨站式站房的地面車站，月台配置則為1面1線的單式月台與1面2線的島式月台，合共2面3線的混合式月台，可進行列車交會和折返。
本站的站房在重建前位於單式月台南面，為國鐵型配線並設有貨物起卸的側線及遷車台。本站由王寺鐵道部管理，並委托JR西日本交通服務車站業務，為業務委託站。站內設有自動售票機、綠色窗口和自動閘機（可支援ICOCA）。在日間在1小時之間，設有2班列車往奈良，各1班列車往高田和和歌山。

#### 月台
| 月台 | 路線           | 上下行 | 方向                 |
| ---- | -------------- | ------ | -------------------- |
| 1    | 萬葉Mahoroba線 | 下行   | 高田、王寺、五條方向 |
| 2・3 | 萬葉Mahoroba線 | 上行   | 天理、奈良方向       |

以上的路線名為在旅客資訊上以愛稱作標示。
下行本線為1號月台，上行本線為3號月台。2號月台為上下行共用的待避線（中線）。上行方向，來自高田的列車會使用3號月台，在此站折返的列車基本上會使用2號月台，但是只少量折返往高田方向的上行列車使用2號月台。

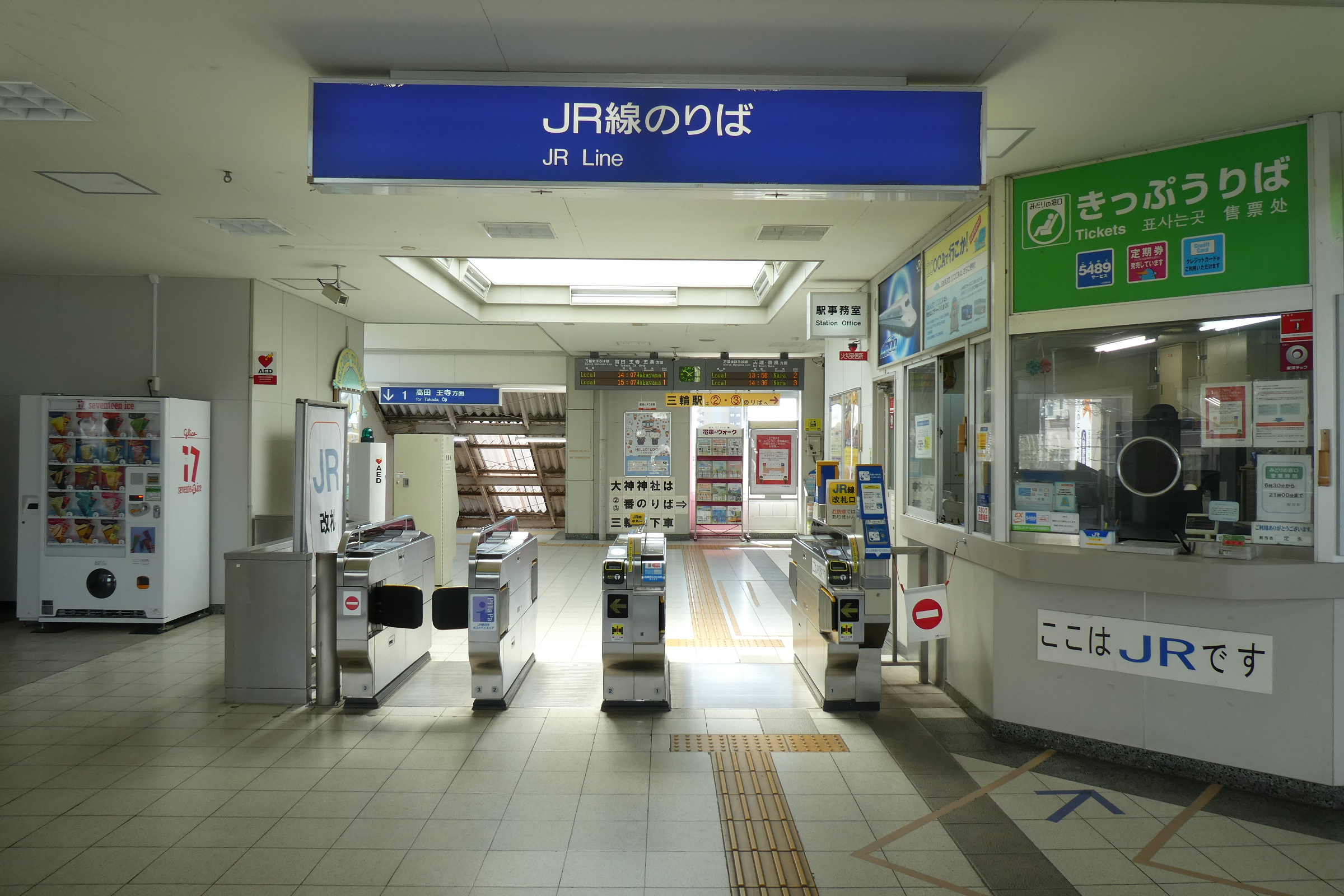
驗票閘口和綠色窗口 （2019年5月）
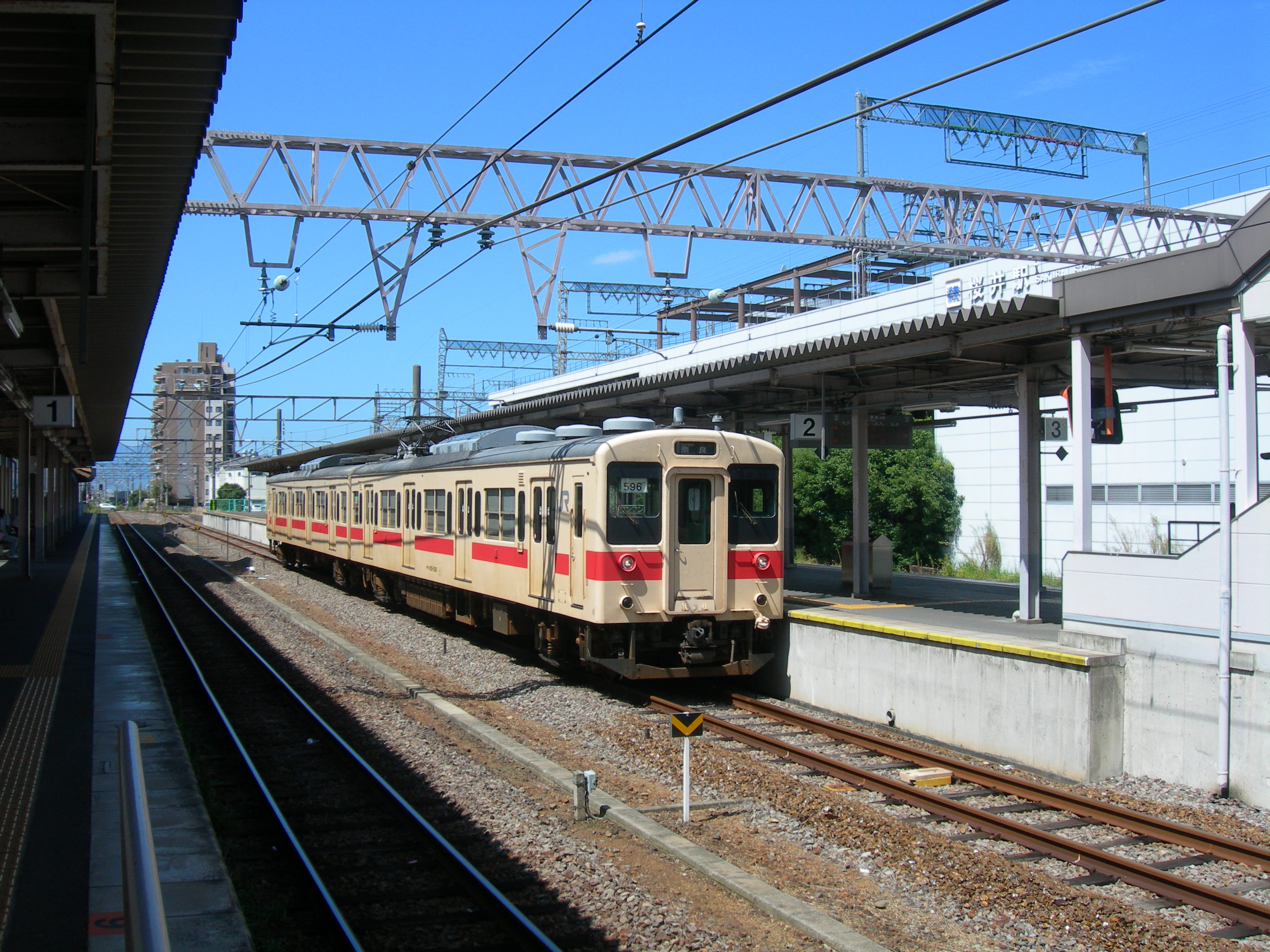
月台（2008年8月）

### 近畿日本鐵道

#### 月台
本站為設有2面2線相對式月台的車站。在共構與共站的時代，月台號碼是與JR（國鐵）連續編排，設定為4號（上行）和5號（下行）月台。
| 月台 | 路線   | 上下行 | 方向                                                                  |
| ---- | ------ | ------ | --------------------------------------------------------------------- |
| 1    | 大阪線 | 下行   | 長谷寺、榛原、室生口大野、名張、伊勢中川方向 名古屋方向 伊勢志摩方向  |
| 2    | 大阪線 | 上行   | 大和八木、大和高田、布施、大阪上本町方向 大阪難波、尼崎、神戶三宮方向 |

#### 設備、營業上
- 此站沒有站長，由大和八木站管理[12]。
- 在地面層設有車站事務所和閘口，月台在高架橋上。
- 車站設有可使用PiTaPa、ICOCA的自動閘機（日语：自動改札機）和自動補票機（日语：自動精算機）。
- 車站中設有自動售票機和櫃臺（只限部分時段），均可購買特急票與定期票[13]。
- 在此站除了可購買大阪線沿線的車票，也可購買經大阪難波站至阪神電鐵線連絡乘車票。

#### 停站列車
- 在一般情況下，除特急列車外，所有列車均停此站[14]，在年尾年初的特別時間表中，設有數班往大阪方向的特急列車臨時停此站。
- 急行列車在此站至榊原溫泉口站之間各站停車[14]。
- 在日間，急行、區間準急及普通列車合共毎小時設有6班，在早上和黃昏，設有快速急行和準急班次[14]。
- 此站沒有待避線。在黃昏只限名張方向中，設有準急轉乘快速急行的緩急連接[14]。
- 在JR西日本關西本線（大和路線）的替代運輸中，適用於近鐵大阪線此站至大阪上本町站之間。

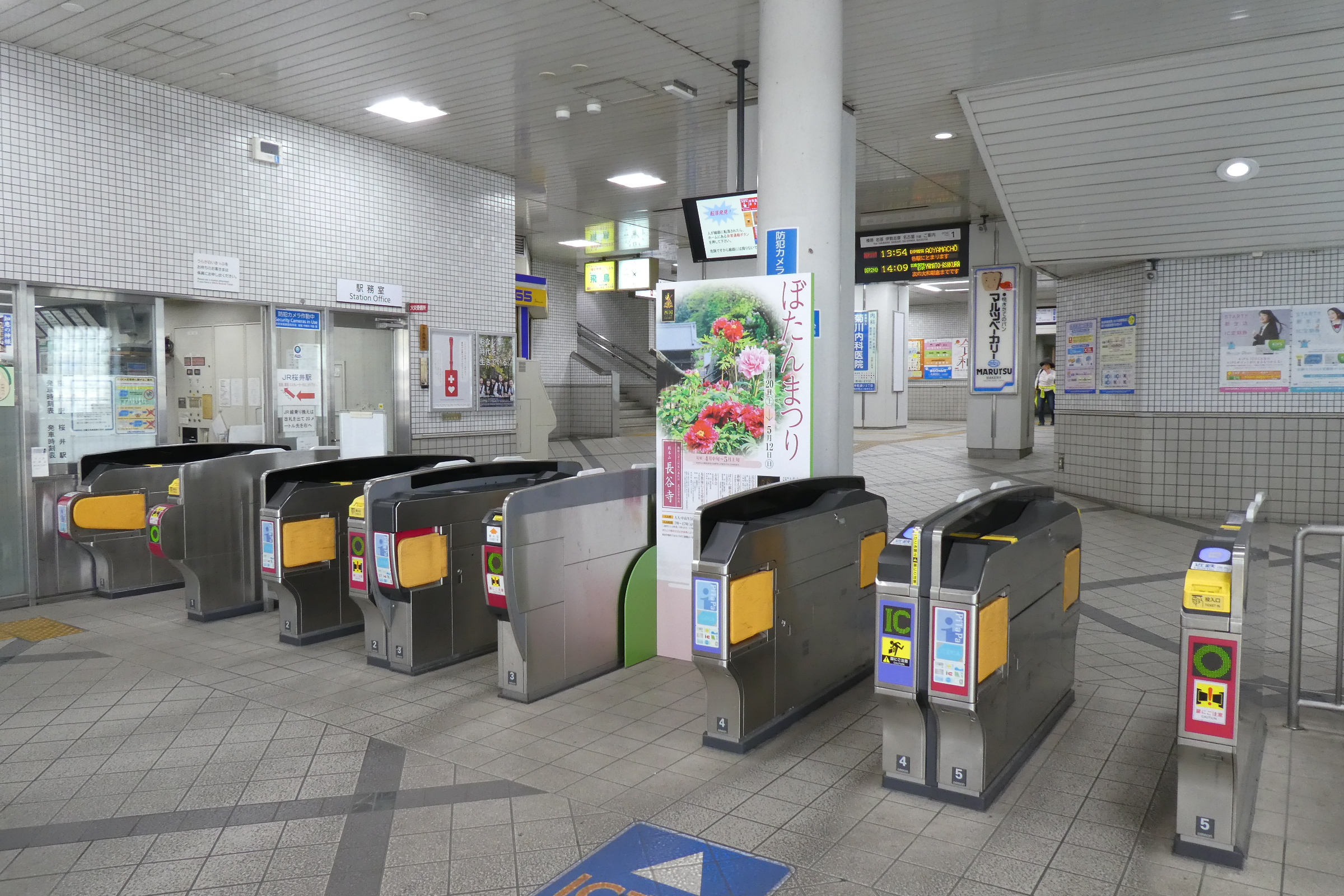
驗票閘口（2019年5月）
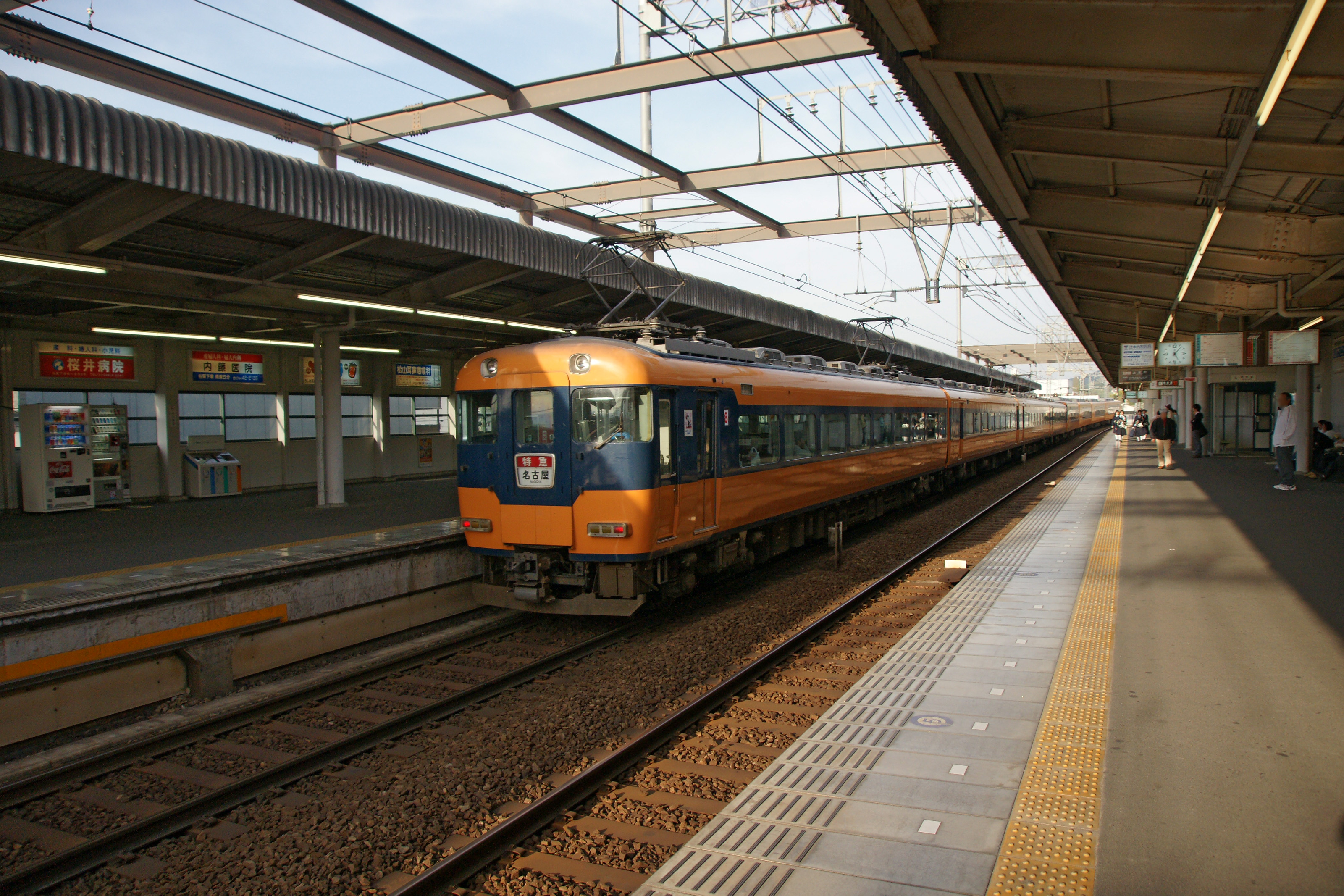
月台（2009年4月）

## 使用狀況

### JR西日本
根據「奈良縣統計年鑑」，以下列出近年來平日每日中乘車人次。
- 2,053人（2005年度）
- 2,084人（2006年度）
- 2,123人（2007年度）
- 2,122人（2008年度）
- 2,142人（2009年度）
- 2,161人（2010年度）
- 2,111人（2011年度）
- 2,122人（2012年度）

### 近畿日本鐵道
- 以下會列出近鐵櫻井站的使用狀況變遷[15][16]。
  - 一年乘車人次以人作單位。更適合用於比較年度數據。
  - 上下車人次調査結果是在任意1日記錄，以人作單位。但需注意，由於在調査日的天氣、活動等原因，使數字變動會比一年乘車人次為大。
  - 當中，最高値會使用紅色，在最高値記錄年度以後的最低値使用青色、在最高値記錄年度以前的最低値使用綠色作標記。

| 年度使用狀況（近鐵櫻井站） | 年度使用狀況（近鐵櫻井站） | 年度使用狀況（近鐵櫻井站） | 年度使用狀況（近鐵櫻井站） | 年度使用狀況（近鐵櫻井站） | 年度使用狀況（近鐵櫻井站） | 年度使用狀況（近鐵櫻井站） | 年度使用狀況（近鐵櫻井站） |
| 年 度                      | 一年乘車人次：人／年度     | 一年乘車人次：人／年度     | 一年乘車人次：人／年度     | 一年乘車人次：人／年度     | 上下車人次調査結果 人／日  | 上下車人次調査結果 人／日  | 特別事項                   |
| -------------------------- | -------------------------- | -------------------------- | -------------------------- | -------------------------- | -------------------------- | -------------------------- | -------------------------- |
| 年 度                      | 通勤定期乘客               | 上學定期乘客               | 其他乘客                   | 合計                       | 調査日                     | 調査結果                   | 特別事項                   |
| 1982年（昭和57年）         |                            | ←←←←                       |                            |                            | 11月16日                   | 22,524                     |                            |
| 1983年（昭和58年）         |                            | ←←←←                       |                            |                            | 11月8日                    | 24,126                     |                            |
| 1984年（昭和59年）         |                            | ←←←←                       |                            |                            | 11月6日                    | 23,215                     |                            |
| 1985年（昭和60年）         |                            | ←←←←                       |                            |                            | 11月12日                   | 23,037                     |                            |
| 1986年（昭和61年）         |                            | ←←←←                       |                            |                            | 11月11日                   | 24,226                     |                            |
| 1987年（昭和62年）         |                            | ←←←←                       |                            |                            | 11月10日                   | 24,390                     |                            |
| 1988年（昭和63年）         |                            | ←←←←                       |                            |                            | 11月8日                    | 25,696                     |                            |
| 1989年（平成元年）         |                            | ←←←←                       |                            |                            | 11月14日                   | 25,351                     |                            |
| 1990年（平成2年）          |                            | ←←←←                       |                            |                            | 11月6日                    | 25,771                     |                            |
| 1991年（平成3年）          |                            | ←←←←                       |                            |                            |                            |                            |                            |
| 1992年（平成4年）          |                            | ←←←←                       |                            |                            | 11月10日                   | 25,757                     |                            |
| 1993年（平成5年）          |                            | ←←←←                       |                            |                            |                            |                            |                            |
| 1994年（平成6年）          |                            | ←←←←                       |                            |                            |                            |                            |                            |
| 1995年（平成7年）          |                            | ←←←←                       |                            | 5,246,291                  | 12月5日                    | 23,149                     |                            |
| 1996年（平成8年）          |                            | ←←←←                       |                            | 5,065,661                  |                            |                            |                            |
| 1997年（平成9年）          |                            | ←←←←                       |                            | 4,749,456                  |                            |                            |                            |
| 1998年（平成10年）         |                            | ←←←←                       |                            | 4,496,738                  |                            |                            |                            |
| 1999年（平成11年）         |                            | ←←←←                       |                            | 4,269,793                  |                            |                            |                            |
| 2000年（平成12年）         |                            | ←←←←                       |                            | 4,147,715                  |                            |                            |                            |
| 2001年（平成13年）         |                            | ←←←←                       |                            | 4,058,932                  |                            |                            |                            |
| 2002年（平成14年）         |                            | ←←←←                       |                            | 3,919,526                  |                            |                            |                            |
| 2003年（平成15年）         |                            | ←←←←                       |                            | 3,780,800                  |                            |                            |                            |
| 2004年（平成16年）         |                            | ←←←←                       |                            | 3,670,281                  |                            |                            |                            |
| 2005年（平成17年）         | 2,542,470                  | ←←←←                       | 1,118,846                  | 3,661,316                  | 11月8日                    | 18,637                     |                            |
| 2006年（平成18年）         |                            | ←←←←                       |                            | 3,667,782                  |                            |                            |                            |
| 2007年（平成19年）         |                            | ←←←←                       |                            | 3,640,444                  |                            |                            |                            |
| 2008年（平成20年）         |                            | ←←←←                       |                            | 3,586,480                  | 11月18日                   | 18,879                     |                            |
| 2009年（平成21年）         |                            | ←←←←                       |                            | 3,472,477                  |                            |                            |                            |
| 2010年（平成22年）         |                            | ←←←←                       |                            | 3,430,966                  | 11月9日                    | 18,467                     |                            |
| 2011年（平成23年）         |                            | ←←←←                       |                            | 3,386,409                  |                            |                            |                            |
| 2012年（平成24年）         |                            | ←←←←                       |                            | 3,343,638                  | 11月13日                   | 17,374                     |                            |
| 2013年（平成25年）         |                            | ←←←←                       |                            | 3,346,729                  |                            |                            |                            |
| 2014年（平成26年）         |                            | ←←←←                       |                            | 3,223,117                  |                            |                            |                            |
| 2015年（平成27年）         |                            | ←←←←                       |                            | 3,272,275                  | 11月10日                   | 17,137                     |                            |
| 2016年（平成28年）         |                            | ←←←←                       |                            | 3,237,221                  |                            |                            |                            |
| 2017年（平成29年）         | 2,226,060                  | ←←←←                       | 989,329                    | 3,215,389                  |                            |                            |                            |
| 2018年（平成30年）         |                            | ←←←←                       |                            |                            | 11月13日                   | 16,229                     |                            |

## 車站周邊
- 桜井站前崗亭
- 奈良交通（日语：奈良交通）櫻井詢問處
- Eruto櫻井
- 濟生會中和醫院（日语：済生会中和病院）
- 櫻井市政廳
- 櫻井稅務署
- 櫻井西本町郵局
- 櫻井郵局（日语：桜井郵便局 (奈良県)）
- 櫻井市民會館
- 櫻井高校（日语：奈良県立桜井高等学校）
- 奈良情報商業高校（日语：奈良県立奈良情報商業高等学校）
- 關西中央高校（日语：関西中央高等学校）
- 國道165號（日语：国道165号）
- 國道169號（日语：国道169号）
- 山邊之道（日语：山辺の道）、大神神社
- 安倍文殊院（日语：安倍文殊院）
- 山田電機Tecc.Land櫻井店（向西南歩行15分鐘)
- 佛教傳来之地碑

## 巴士路線
北出口和南出口設有巴士站。各路線均由奈良交通營運。（※截至2010年4月1日）
北出口
- 2號乘車場
  - [59]：往箸中（經粟殿口）
  - [62]：往天理站（經粟殿口）
  - [64]：往憩之家外來棟（經粟殿口、天理站）
  - 櫻井市社區巴士（日语：桜井市コミュニティバス）：往大和朝倉站
  - 機場利木津巴士：往關西機場（與關西空港交通（日语：関西空港交通）聯營）
  - 夜行高速巴士大和號（日语：やまと号）：往Busta新宿（新宿站）（與關東巴士聯營）

南出口
- 1號乘車場
  - [70]：往菟田野（經大宇陀）
  - [71]：往大宇陀
  - 櫻井市社區巴士：往談山神社（日语：談山神社）（經多武峯）
- 2號乘車場
  - [37]：往石舞台
  - 櫻井市社區巴士：往與喜浦

## 相鄰車站
西日本旅客鐵道
 萬葉Mahoroba線（櫻井線）
■快速（經高田站直通至大和路線）、■普通
三輪－櫻井－香久山

近畿日本鐵道
 大阪線
■快速急行
大和八木（D39）－櫻井（D42）－榛原（D45）
■急行（在櫻井站至榊原溫泉口站之間各站停車） 
大和八木（D39）－櫻井（D42）－大和朝倉（D43）
■準急、■區間準急、■普通
大福（D41）－櫻井（D42）－大和朝倉（D43）

### 曾經存在的路線
大阪電氣軌道
長谷線
櫻井－北口
大和鐵道
大和鐵道線
東新堂－櫻井

## 註腳
1. 1 2 3 4 5 6 7 8 9  曾根悟（監修）. 朝日新聞出版分冊百科編集部（編集） , 编. . 朝日百科週刊. 42號 阪和線、和歌山線、櫻井線、湖西線、關西機場線. 朝日新聞出版. 2010-05-16: 23.
2. 1 2 3 4 5 6 7  曾根悟（監修）. 朝日新聞出版分冊百科編集部（編集） , 编. . 朝日百科週刊. 2號 近畿日本鐵道 1. 朝日新聞出版. 2010-08-22: 18–23.
3. 1 2  『近畿日本鉄道 100年のあゆみ』 123頁
4. ↑  『近畿日本鉄道 100年のあゆみ』 91頁
5. ↑  『近畿日本鉄道 100年のあゆみ』 86頁
6. ↑  『近畿日本鉄道 100年のあゆみ』 156頁
7. ↑  鐵路畫刊 1993年6月號 86頁
8. ↑   (pdf) (新闻稿). 近畿日本鐵道. 2007-01-30  [2016-03-10]. （原始内容存档 (PDF)于2016-08-07）.
9. 1 2 3  曾根悟（監修）. 朝日新聞出版分冊百科編集部（編集） , 编. . 朝日百科週刊. 3號 近畿日本鐵道 2. 朝日新聞出版. 2010-08-29: 18.
10. 1 2  『近畿日本鉄道 100年のあゆみ』 352-354頁
11. 1 2  今尾惠介（監修）.  8 關西1. 新潮社. 2008: 29. ISBN 978-4-10-790026-5.
12. ↑  『HAND BOOK 2010』、近畿日本鐵道綜合企劃部編，2010年9月
13. ↑  近鐵時間表2018年3月17日時間表修正號，p.81 - p.87
14. 1 2 3 4  近鐵時間表2018年3月17日時間表修正號，p.124 - p.147・p.284 - p.306
15. ↑  .   [2020-02-21]. （原始内容存档于2020-03-29）.
16. ↑  近鐵PR手冊「きんてつ」